# Nitro Nation
Nitro Nation es un videojuego de carreras de aceleración desarrollado por Creative Mobile y JoyCraft Games, y publicado por Creative Mobile para Android, iOS, Windows y Windows Phone.

## Jugabilidad
Nitro Nation es un juego de carreras de aceleración partiendo de la mecánica de carreras cortas en las que la clave está en saber cuándo cambiar de marcha.
En Nitro Nation se pueden conducir más de cincuenta vehículos reales pertenecientes a escuderías como Honda, Volkswagen, BMW, Alfa Romeo, Ford o Mazda. Además, se puede personalizar cada vehículo añadiéndole piezas y pinturas diferentes.
A medida que se disputan carreras se va aprendiendo que algunos vehículos son mejores para circuitos más largos, mientras que otros son mejores en los circuitos más cortos. Por ese motivo, tener un buen garaje con varios coches será imprescindible si se quiere dominar la calle.
Como el resto de títulos de la franquicia Drag Racing, en Nitro Nation se puede competir a través de Internet, ganar respeto, y demostrar a los demás jugadores quién es el rey de cada región.

## Recepción
TheAppzine escribió: "Nitro Nation Online es uno de los mejores corredores de carreras que hay en la App Store.  Imprescindible para los adictos a la velocidad".
Harry Slater de Pocket Gamer escribió: "Un cambiador de marchas que crea hábitos con muchos autos brillantes y un sistema de juego gratuito sorprendentemente relajado".